# ماهيندرا دوني

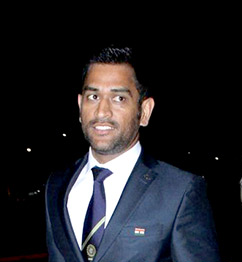
ماهيندرا دوني في سنة 2016

ماهيندرا سينغ دوني (بالإنجليزية: Mahendra Singh Dhoni) هو لاعب كريكت هندي ولد في يوم 7 يوليو 1981 في مدينة رانشي في الهند، كان قائد لمنتخب الهند الوطني للكريكت لعدة سنوات ولعب مع نادي تشيناي سوبر كينغ.

## روابط خارجية
- ماهيندرا دوني على موقع IMDb (الإنجليزية)
- ماهيندرا دوني على موقع الموسوعة البريطانية (الإنجليزية)
- ماهيندرا دوني على موقع قاعدة بيانات الفيلم (الإنجليزية)
- ماهيندرا دوني على موقع إي آس بي آن كريك إنفو (الإنجليزية)
- ماهيندرا دوني على موقع ويزدن الهند (الإنجليزية)